# Nishio Tadanao
Nishio Tadanao est un nom japonais traditionnel ; le nom de famille (ou le nom d'école), Nishio, précède donc le prénom (ou le nom d'artiste).
Nishio Tadanao (西尾 忠尚, 1689 - 25 avril 1760) est un daimyō du milieu de l'époque d'Edo du Japon, à la tête du domaine de Yokosuka dans la province de Tōtōmi. Il sert également en tant que fonctionnaire dans l'administration du shogunat Tokugawa au sein de laquelle il gravit les échelons d'abord comme sōshaban, jisha-bugyō, wakadoshiyori et accède finalement à la fonction de Rōjū.

## Biographie
Tadanao est le quatrième fils de Nishio Tadanari, premier daimyō du clan Nishio au domaine de Yokosuka. Il est reconnu comme héritier en 1696 et se voit accorder le titre de courtoisie et le rang de cour de 5e inférieur (ju go i no ge 従五位下) et Harima no Kami en 1703. Il devient chef de clan à la retraite de son père en 1713 et reçoit la même année l'ancien titre de courtoisie de son père, Oki no Kami.
Tadanao entre au service de l'administration Tokugawa au printemps 1732 avec sa nomination aux postes de sōshaban et jisha-bugyō. Après deux ans à ces postes, il est promu wakadoshiyori. En 1745, son rang de cour est élevé à 4e junior, grade inférieur (ju shi i no ge 従四位下), et la valeur de son domaine est augmenté de 5 000 koku à 30 000 koku. L'été suivant, il est fait rōjū au service du shogun Tokugawa Ieshige et occupe cette fonction jusqu'en 1747. La valeur de ses domaines est accrue de 5 000 koku en 1749, ce qui porte à 35 000 la valeur du domaine de Yokosuka.
Nidhio Tadanao reprend son service comme rōjū en 1751 mais tombe malade au printemps de 1760. Il ne se remet pas de sa maladie et meurt dans le quartier Tatsunokuchi à Edo quelques jours plus tard à l'âge de 72 ans. Sa tombe se trouve au Ryumin-ji, temple du clan Nishio situé dans l'actuelle ville de Kakegawa de la préfecture de Shizuoka.
L'épouse officielle de Nishgio Tadanao est une fille de Kyōgoku Takatoyo, daimyō du domaine de Marugame dans la province de Sanuki mais il n'a pas de fils. Son fils adopté Tadamitsu lui succède comme daimyō de Yokosuka et chef du clan Nishio.
Tadanao, comme son père  Tadanari, est connu comme patron de la culture et des arts. Le festival Enshu-Yokosuka San-Kumano Taisai, toujours organisé chaque année pendant une semaine en avril, a été lancé par Nishio Tadanao, qui ayant passé beaucoup de temps à Edo voulait apporter quelque chose de sa culture à Yokosuka.